# Pozitiv vabrejšan
Pozitiv vabrejšan je četrti studijski album idrijske pop punk skupine Zablujena generacija, izdan leta 2001 pri založbi Menart Records. Z albuma so izšli trije singli v obliki videospotov: »Pozitiv vabrejšan«, »Sonce nabija« in »Totaln debil«.
Ime albuma pride od poslovenjeno napisane besedne zveze iz angleščine positive vibration.
Pri tem albumu je skupina po besedah kritika Matjaža Ambrožiča »v slogu svojih [ameriških pop punk] vrstnikov [otresla] alternativnega izgleda, ter se [prepustila] kričečim barvam«.

## Seznam pesmi
Vse pesmi je napisala skupina Zablujena generacija.
| Št.             | Naslov                       | Dolžina |
| --------------- | ---------------------------- | ------- |
| 1.              | „Dame in gospodje...‟        | 0:06    |
| 2.              | „Brez nadzora, brez pravil‟  | 3:13    |
| 3.              | „Pozitiv vabrejšan‟          | 3:41    |
| 4.              | „Sonce nabija‟               | 3:22    |
| 5.              | „Totaln debil‟               | 3:19    |
| 6.              | „Popoln dan‟                 | 3:08    |
| 7.              | „Dvign me‟                   | 3:11    |
| 8.              | „Mokre sanje‟                | 2:48    |
| 9.              | „Piš mi‟                     | 3:50    |
| 10.             | „Vse kar rabm‟               | 2:49    |
| 11.             | „Pank bejba‟                 | 1:59    |
| 12.             | „Tu mač!‟                    | 3:18    |
| 13.             | „SuperBoy‟ (Ameriška pita 2) | 3:10    |
| Skupna dolžina: | Skupna dolžina:              | 37:50   |

## Zasedba

### Zablujena generacija
- Primož Alič — vokal, kitara
- Ramon — kitara
- Aljoša Rupnik — bas kitara
- Igor Seljak — bobni